# Tunnel Creek
Tunnel Creek är ett vattendrag i Australien. Det ligger i delstaten Western Australia, omkring 1 800 kilometer nordost om delstatshuvudstaden Perth.
Trakten runt Tunnel Creek består i huvudsak av gräsmarker. Trakten runt Tunnel Creek är nära nog obefolkad, med mindre än två invånare per kvadratkilometer. Genomsnittlig årsnederbörd är 915 millimeter. Den regnigaste månaden är januari, med i genomsnitt 228 mm nederbörd, och den torraste är augusti, med 1 mm nederbörd.